# Torgils Knutsson
 Der er for få eller ingen kildehenvisninger i denne artikel, hvilket er et problem. Du kan hjælpe ved at angive troværdige kilder til de påstande, som fremføres i artiklen.

Torgils Knutsson (eller Tyrgils eller Torkel) af Aranäs var søn af en Knut, som nedstammede fra en adelsfamilie i Västergötland og var i slægt med folkungerne. Som kongsætten havde han en løve i sit våbenskjold. Hans mor var datter af Sigtrygg Bengtsson (Boberg). Torgils mormor var datter af Magnus Minneskölds første ægteskab og halvsøster til Birger Jarl.
Han var svensk rigsråd og marskal og blev henrettet 1306 . 
Han nævnes første gang i 1283 og blev slået til ridder i 1289 af Magnus Ladulås. Han var Magnus Ladulås' rigsmarskal og formynder for Birger Magnusson af Sverige 1290–1298. Kong Magnus Ladulås' enke Helvig af Holsten var ikke troværdig som regent. 
Tavastland (det svenske område i Finland) blev angrebet af Republikken Novgorod i 1292. Torgils ledede det tredje svenske korstog mod Novgorod året efter og erobrede dele af Karelen. Her byggede han fæstningen i Vyborg, hvor der senere voksede en by op. I 1300 førte han et angreb mod Novgorod, og ved floden Nevas udløb i Ladoga grundlagde han fæstningen Landskrona.
Han viste den samme handleevne i Sveriges indenrigspolitik. Under hans styre blev loven i Uppland til. Han handlede som Birger Jarl havde gjort i konflikten med kirken for at kunne forbyde præsteskabets skattefritagelse. Gejstlighedens misfornøjelse viste sig åbenlyst i 1303.
De gamle handelsaftaler med Lübeck blev genoprettet på den betingelse, at byen ikke skaffede Novgorod våben eller andre forsyninger.
I kampene mellem kong Birger Magnusson og hans brødre, hertugerne Erik og Valdemar, stod Torgils trofast på kongens side. Torgils Knutsson samlede kong Birger og hans to brødre Erik og Valdemar hos sig på Aranäs den 30. april 1304. Der undertegnede de to hertuger et løfte om ikke at holde forbindelser til udlandet eller vise sig ved hoffet, hvis de ikke blev tilkaldt. Det betød, at de ikke ville modarbejde kongen eller skade ham hverken i Sverige eller i udlandet. Bitterheden over den påtvungne aftale antages at være grunden til  Håtunaleken konflikten mellem kongen og hans brødre.
Til trods for aftalen flygtede begge brødre til udlandet, og med støtte fra den norske konge Håkon Magnusson angreb de Vestgøtaland. Torgils hjalp kongen med at erobre fæstningen i Nyköping, som tilhørte hertug Erik og i Kolsäter i 1305. Han tvang derefter brødrene til at underskrive en ny kontrakt, hvori de lovede, at de heller ikke ville skade Torgils.
Da hertugerne igen gjorde oprør, måtte Torgils forsone sig med kirken, og han gav ordre til at genindføre kirkens gamle rettigheder i 1305.
Til sidst blev Torgils ramt af sine fjenders hævn. Hertugerne formåede at vinde kongens tillid, og efter sigende forgiftede de hans opfattelse af sin marskal. Den 6. december 1305 kom kongen og hans brødre til Torgils Knutssons ejendom i Lena i Vestgøtaland, og på kongens ordre blev han arresteret og ført til Stockholm i lænker. Han blev dømt til døden og halshugget i Stockholm i februar 1306. Han blev begravet ved det franciskanske gråbrødrekloster nu Riddarholmskyrkan.

## Eftermæle
Torgils Knutssons personlighed og tragiske død er emnet i B. v. Beskows tragedie Torkel Knutsson. En statue af ham blev rejst på Rådhustorget i Stockholm i 1908.

## Ægteskab og børn
Torgils Knutsson blev gift første gang med en ukendt kvinde, som fødte ham datteren Kristina. I sit andet ægteskab var han gift med en Birgitta, som vi ikke kender slægten til. Han giftede sig for tredje gang i 1303 med grevinde Hedvig von Ravensberg.
Børn:
- Margareta Torgilsdatter, død 1319, gift med Knut Folkesson
- Kristina Torgilsdatter, gift 1302–1305 med Valdemar Magnusson, ægteskabet blev opløst tre dage efter, at hendes far Torgils blev arresteret, formelt på grund af "åndeligt slægtskab", da de blev anset for være dåbssøskende, eftersom Torgils havde ført Valdemar til dåben.

Valdemar Magnusson giftede sig derefter med Ingeborg Eiriksdatter, datter af kong Erik Magnusson af Norge.
Valdemars bror Erik blev også norsk gift med prinsesse Ingeborg Håkonsdatter, datter af Håkon Magnusson.
| Portal | Portal:Sverige |